# Стенлі (Манітоба)
Стенлі (англ. Stanley) — сільський муніципалітет в Канаді, у провінції Манітоба.

## Населення
За даними перепису 2016 року, сільський муніципалітет нараховував 9038 жителів, показавши зростання на 8,2%, порівняно з 2011-м роком. Середня густина населення становила 10,8 осіб/км².
З офіційних мов обидвома одночасно володіли 135 жителів, тільки англійською — 8 460, тільки французькою — 5, а 440 — жодною з них. Усього 5,165 осіб вважали рідною мовою не одну з офіційних, з них 5 — одну з корінних мов, а 15 — українську.
Працездатне населення становило 72,6% усього населення, рівень безробіття — 5,2% (3,8% серед чоловіків та 7,6% серед жінок). 76,8% були найманими працівниками, 22,1% — самозайнятими.
Середній дохід на особу становив $34 009 (медіана $28 469), при цьому для чоловіків — $42 727, а для жінок $24 842 (медіани — $38 993 та $19 635 відповідно).
30,5% мешканців мали закінчену шкільну освіту, не мали закінченої шкільної освіти — 43,1%, 26,3% мали післяшкільну освіту, з яких 17,4% мали диплом бакалавра, або вищий.
| Статево-вікова структура населення | Статево-вікова структура населення | Статево-вікова структура населення | Статево-вікова структура населення | Статево-вікова структура населення |
| ---------------------------------- | ---------------------------------- | ---------------------------------- | ---------------------------------- | ---------------------------------- |
|                                    |                                    |                                    |                                    |                                    |
| Всього                             | Всього                             | 51,1%48,9%                         |                                    |                                    |
| 0 — 14 років                       | 0 — 14 років                       |                                    | 33,4%                              | 33,4%                              |
| 15 — 64 років                      | 15 — 64 років                      |                                    | 62,4%                              | 62,4%                              |
| 65 і більше                        | 65 і більше                        |                                    | 4,2%                               | 4,2%                               |
| 85 і більше                        | 85 і більше                        |                                    | 0,3%                               | 0,3%                               |
| Середній вік (років)               | Середній вік (років)               | 28,4                               | 28,4                               | 28,4                               |
| Медіана (років)                    | Медіана (років)                    | 22,623,6                           | 23,1                               | 23,1                               |
| — чоловіки — жінки                 |                                    |                                    |                                    |                                    |

| Походження мешканців:     | Походження мешканців:     | Походження мешканців: | Походження мешканців: | Походження мешканців: |
| ------------------------- | ------------------------- | --------------------- | --------------------- | --------------------- |
| Походження                |                           |                       | осіб                  | %                     |
| Корінні американці        | Корінні американці        |                       | 165                   | 1.83%                 |
| Інше північноамериканське | Інше північноамериканське |                       | 2 535                 | 28.1%                 |
| Європейське               | Європейське               |                       | 7 265                 | 80.54%                |
| британське                | британське                |                       | 615                   | 6.82%                 |
| французьке                | французьке                |                       | 105                   | 1.16%                 |
| українське                | українське                |                       | 500                   | 5.54%                 |
| Латинськоамериканське     | Латинськоамериканське     |                       | 1 130                 | 12.53%                |
| Африканське               | Африканське               |                       | 15                    | 0.17%                 |
| Азійське                  | Азійське                  |                       | 105                   | 1.16%                 |

| Зайнятість населення за галузями (за класифікацією NOC): | Зайнятість населення за галузями (за класифікацією NOC): | Зайнятість населення за галузями (за класифікацією NOC): | Зайнятість населення за галузями (за класифікацією NOC): | Зайнятість населення за галузями (за класифікацією NOC): |
| -------------------------------------------------------- | -------------------------------------------------------- | -------------------------------------------------------- | -------------------------------------------------------- | -------------------------------------------------------- |
|                                                          |                                                          |                                                          |                                                          |                                                          |
| Управління                                               | Управління                                               |                                                          | 11,6%                                                    | 11,6%                                                    |
| Бізнес, фінанси та адміністрування                       | Бізнес, фінанси та адміністрування                       |                                                          | 8,6%                                                     | 8,6%                                                     |
| Природничі та прикладні науки                            | Природничі та прикладні науки                            |                                                          | 1,3%                                                     | 1,3%                                                     |
| Охорона здоров'я                                         | Охорона здоров'я                                         |                                                          | 5,1%                                                     | 5,1%                                                     |
| Освіта, правозахист, муніципальні та урядові служби      | Освіта, правозахист, муніципальні та урядові служби      |                                                          | 5,8%                                                     | 5,8%                                                     |
| Мистецтво, культура, відпочинок та спорт                 | Мистецтво, культура, відпочинок та спорт                 |                                                          | 0,9%                                                     | 0,9%                                                     |
| Роздрібна торгівля та послуги                            | Роздрібна торгівля та послуги                            |                                                          | 19,2%                                                    | 19,2%                                                    |
| Гуртова торгівля, транспорт та обладнання                | Гуртова торгівля, транспорт та обладнання                |                                                          | 28,5%                                                    | 28,5%                                                    |
| Природні ресурси, сільське господарство                  | Природні ресурси, сільське господарство                  |                                                          | 6,8%                                                     | 6,8%                                                     |
| Виробництво                                              | Виробництво                                              |                                                          | 12,2%                                                    | 12,2%                                                    |

## Населені пункти
До складу сільського муніципалітету входять міста Вінклер (Манітоба), Морден (Манітоба), а також хутори, інші малі населені пункти та розосереджені поселення.

## Клімат
Середня річна температура становить 3,3°C, середня максимальна – 24,5°C, а середня мінімальна – -22,6°C. Середня річна кількість опадів – 543 мм.
| Клімат поселення                              | Клімат поселення | Клімат поселення | Клімат поселення | Клімат поселення | Клімат поселення | Клімат поселення | Клімат поселення | Клімат поселення | Клімат поселення | Клімат поселення | Клімат поселення | Клімат поселення | Клімат поселення |
| Показник                                      | Січ.             | Лют.             | Бер.             | Квіт.            | Трав.            | Черв.            | Лип.             | Серп.            | Вер.             | Жовт.            | Лист.            | Груд.            |                  |
| Середній максимум, °C                         | −10,04           | −6,02            | 0,81             | 10,26            | 18,12            | 23,47            | 24,48            | 23,50            | 17,79            | 10,70            | 0,23             | −8,36            |                  |
| Середня температура, °C                       | −16,32           | −12,29           | −5,48            | 3,98             | 11,84            | 17,20            | 19,93            | 18,98            | 13,24            | 6,19             | −4,31            | −12,9            |                  |
| Середній мінімум, °C                          | −22,6            | −18,59           | −11,75           | −2,3             | 5,56             | 10,91            | 15,38            | 14,43            | 8,69             | 1,59             | −8,84            | −17,43           |                  |
| Норма опадів, мм                              | 21               | 17               | 24               | 29               | 76               | 93               | 76               | 72               | 45               | 40               | 27               | 23               |                  |
| Середньомісячна швидкість вітру, м/с          | 4.50             | 4.43             | 4.60             | 4.70             | 4.80             | 4.20             | 3.60             | 3.80             | 4.22             | 4.60             | 4.60             | 4.51             |                  |
| Середньомісячна сонячна радіація, кДж/м²·день | 4365             | 7618             | 12385            | 17091            | 19745            | 21144            | 21854            | 18623            | 13038            | 7833             | 4480             | 3273             |                  |
| --------------------------------------------- | ---------------- | ---------------- | ---------------- | ---------------- | ---------------- | ---------------- | ---------------- | ---------------- | ---------------- | ---------------- | ---------------- | ---------------- | ---------------- |
| Джерело:                                      |                  |                  |                  |                  |                  |                  |                  |                  |                  |                  |                  |                  |                  |